# Khutzeymateen Park
Khutzeymateen Park är en park i Kanada.   Den ligger i provinsen British Columbia, i den sydvästra delen av landet, 3 900 km väster om huvudstaden Ottawa. Khutzeymateen Park ligger 697 meter över havet.
Terrängen runt Khutzeymateen Park är bergig, och sluttar västerut. Trakten runt Khutzeymateen Park är nära nog obefolkad, med mindre än två invånare per kvadratkilometer.. Det finns inga samhällen i närheten. 
I omgivningarna runt Khutzeymateen Park växer i huvudsak barrskog.